# BS 7799
British Standard 7799 foi um padrão publicado originalmente pelo BSI Group (BSI) em 1995. Foi escrita pelo Departamento de Indústria e Comércio do Governo do Reino Unido e consiste de várias partes.
A primeira parte, contendo as melhores práticas para o Gerenciamento de Segurança da Informação, foi revisada em 1998. Após uma longa discussão nos órgãos mundiais de padrões, foi adotada eventualmente pela ISO como ISO/IEC 17799, "Tecnologia da Informação - Código de prática para gerenciamento de segurança da informação" em 2000. A ISO/IEC 17799 foi então revisada em junho de 2005 e finalmente incorporada nas séries de padrões ISO 27000 como ISO/IEC 27002 em julho de 2007.
A segunda parte da BS7799 foi primeiro publicada pela BSI em 1999, conhecida como BS 7799 Parte 2, intitulada "Sistemas de Gerenciamento de Segurança da Informação - Especificação com orientação de uso". A BS 7799-2 focava em como implementar um sistema de gerenciamento de segurança da informação (SGSI), referindo-se à estrutura e controles de gerenciamento de segurança da informação identificados na BS 779-2, os quais posteriormente se tornaram a ISO/IEC 27001. A versão 2002 do BS 7799-2 introduziu o Plan-Do-Check-Act (PDCA) (modelo de garantia de qualidade de Deming), alinhando-o com padrões de qualidade como o ISO 9000. O BS 7799 Parte 2 foi adaptado pela ISO como ISO/IEC 27001 em novembro de 2005.
O BS7799 Parte 3 foi publicado em 2005, cobrindo gerenciamento e análise de riscos. Ele alinha-se com o ISO/IEC 27001.
A norma BS 7799 é a base de gestão de Segurança da Informação usada pelo COBIT, ITIL e outras metodologias de Governança e Gestão de TI.
O BS 7799, como a maioria das normas de segurança, focaliza em três pontos principais para garantir a segurança da informação, são eles: a integridade, que busca proteger a integridade e a certeza de que a informação é realmente verdadeira; a confidencialidade, que garante que a informação seja limitada ou restringida, ou seja, acessada somente por quem tenha autorização; e por último a disponibilidade, que possibilita a utilização no tempo e no local requerido pelo usuário.